# الرضمة (بعدان)

تعديل مصدري - تعديل

الرضمة هي محلة تابعة لقرية الرجمة، التابعة لعزلة المنار بمديرية بعدان إحدى مديريات محافظة إب في الجمهورية اليمنية. بلغ تعداد سكانها 25 حسب تعداد اليمن لعام 2004.